# مالکوم کوپر
مالکوم کوپر (انگلیسی: Malcolm Cooper; ۲۰ دسامبر ۱۹۴۷ – ۹ ژوئن ۲۰۰۱) تیرانداز اهل بریتانیا بود.
وی در مسابقات کشوری و بین‌المللی در مجموع برندهٔ ۳ مدال طلا، ۴ مدال نقره، ۱ مدال برنز شده‌است.